# Fais-moi des vacances
Pour plus de détails, voir Fiche technique et Distribution.
Fais-moi des vacances est un film français réalisé par Didier Bivel, sorti en 2002.

## Synopsis
Alors qu'ils voient tous leurs copains partir en vacances avec leurs parents ou en colonie de vacances, Lucien et Adama deux garçons d'une dizaine d'années vont encore s'ennuyer tout l'été dans leur cité. Lucien est un garçon magrébin, il a un grand-frère délinquant et un père autoritaire et souvent injuste. Adama est un garçon noir dont la famille voudrait lui éviter les mauvaises fréquentations. 
Ils essayent plusieurs stratagèmes rocambolesques pour s'enfuir de la cité mais échouent. Finalement ils s'introduisent dans la caravane d'une famille en partance mais se retrouvent dans un camp de naturistes. Ils détalent et se retrouvent perdus sur les routes et affamés. Finalement, ils squattent une maison inoccupée et sympathisent avec leur voisine, une belle Anglaise qui a une piscine, jusqu'à ce que les occupants reviennent et qu'ils soient renvoyés chez eux où ils sont punis sévèrement.

## Fiche technique
- Titre : Fais-moi des vacances
- Réalisation : Didier Bivel
- Assistant réalisateur : Mathieu Schiffman
- Scénario : Didier Bivel, Djamila Djabri, Philippe Lasry
- Photographie : Laurent Barès
- Montage : Sophie Bonnard, Didier Bivel
- Musique : Martin Wheeler
- Son : Régis Leroux, Philippe Welsh
- Costumes : Isabelle Sanchez
- Société de production : Sunday Morning Productions
- Société de distribution : Mars Films
- Pays d'origine :  France
- Format : couleurs - 2,35:1 - Stéréo
- Genre : Comédie
- Durée : 87 minutes
- Date de sortie : France : 16 janvier 2002

## Distribution
- Aymen Saïdi : Lucien
- Ibrahim Koma : Adama
- Nabil El Bouhairi : José
- Thomas Pitiot : L'animateur
- Hiam Abbass : la mère de Lucien et José
- Bernard Blancan : le père de Lucien et José
- Lilly-Fleur Pointeaux : Lila
- Marie-Philomène Nga : la mère d'Adama
- Micky El Mazroui : Yaz
- Françoise Pinkwasser : la mère de Lila
- Florence Loiret Caille :
- Rochelle Redfield : la belle Anglaise

## À noter
- Le film est réalisé à partir d'un court métrage du même nom qui remporta le prix des Lutins du court métrage en 2000. De nombreuses scènes sont identiques mais avec d'autres acteurs.